# キャンプ・ラズロ
キャンプ・ラズロ（Camp Lazlo）は、アメリカ合衆国のテレビアニメシリーズ。製作はジョー・マレーとカートゥーン ネットワーク・スタジオ。2005年から2008年までアメリカや各国のカートゥーン ネットワークで放送された。

## 概要
このアニメではボーイスカウトに近いサマーキャンプへ擬人化された動物たちが参加し、ジョー・マレーがニコロデオン向けに製作した『ロッコーのモダンライフ』に通ずる『レトロ』なタイプの笑いやユーモアがあり、パロディや引用もある。
ジョー・マレーによると、 『ロッコーのモダンライフ』同様キャラクターの人格をその動物のアイデンティティに当てはめたとのこと。

### あらすじ
いんげん豆キャンプのサマーキャンプに参加した、ラズロ、ラージ、クラムの3匹。だが、このキャンプ場は、ルールを重んじる隊長・ランパスによって、厳重に管理されていた。ラズロはそんなキャンプに退屈して、危険だが楽しい遊びを始め、ラージとクラムを巻き込んでしまう。物語は、この3匹が、様々な騒動を巻き起こすコメディである。

## 登場人物

### いんげん豆キャンプ
本作の主な舞台となっているボーイスカウトのキャンプ。不潔で設備が軒並み古く、スカウト達の成績も良くないため度々閉鎖の危機に陥っている。キャンプの周辺にはニキビ山やリーキーレイク、松ぼっくり町がある。

#### ゼリー小屋トリオ
ラズロ
声 - 河本邦弘/英 - カルロス・アラズラキ
本作の主人公。サマーキャンプに参加したクモザル。冒険や楽しい事が大好きで、自由奔放かつ楽天家で友達想い。「キャンプは冒険」を持論とし、キャンプのルールはあまり守らず、何かと問題を巻き起こすが、本人は全く気にしていない。ピエロ恐怖症で、子供の頃に見たサーカスで彼の目の前でピエロの鼻が落ちたトラウマによるもの。
ラージ
声 - 朝倉栄介/英 - ジェフ・ベネット
ラズロと同じ小屋になったインドゾウ。とても丁寧な言葉遣いで話し、怖がりでとても神経質な性格。汚い所や蛇が嫌いで、特に虫は毎回ヒステリーを起こすほど大嫌い（一度だけ虫嫌いを克服したが、逆に虫が大好きになりキャンプに無数の虫を連れ込んでしまい大パニックを起こした）。ラズロに翻弄される形で何かとトラブルに巻き込まれるが、仲間達とはそれなりに楽しんでいる模様。マシュマロが大好物で、キャンプ中のマシュマロを食べ尽くすほどの依存症になったことがある。
クラム
声 - 松田健一郎/英 - カルロス・アラズラキ
ラズロ、ラージと行動を共にする小さなサイ。器用で賢いが、口数が少なく気分屋な為に誤解を招く事も多い。よく他のスカウトとは異なる突飛な行動をする。日本語吹き替えでは片言で喋っており、セリフのほとんどはラズロやラージが言った言葉の単語を繰り返すだけ。ラズロと同じくスリルが大好き。好物はシリアルや野菜。

#### ビーンスカウト
エドワード
声 - 中田隼人/英 - ダグ・ローレンス
いじめっ子のカモノハシ。人前では強がっているが、根は臆病で小心者。四人の兄がいて、家はかなり裕福。自分よりも目立っているラズロやゼリー小屋トリオを目の敵にしているが、大抵は逆に痛い目に合ってしまう。同じ小屋に住むチップとスキップに振り回されることも多く、その為いつもいんげん豆キャンプそのものを忌まわしく思っている。『こわい映画』ではキャンプの最年少であることが判明している。ボードゲームが大の苦手。ベロニカという女の子の人形をとても大切にしているが、そのことはキャンプのメンバーには秘密にしている。
サムソン
声 - 伝坂勉/英 - ジェフ・ベネット
眼鏡をかけたモルモット。潔癖症で様々なアレルギーを患っているため、薬はいつも欠かせない。飛んできたボールをぶつけられるなど、痛い目に遭うことが多い。大のおしゃべり好きだが、そのおしゃべりはただの岩まで逃げ始めるほど不快なもので、他のスカウトによって一語も喋らせてくれないことさえある。
かなり臆病ないじめられっ子だが根はあまり良くないらしく、前述の飛んでくるボール（本人は「ソラチョののろい」と呼んでいる）を克服した時には調子に乗り過ぎ、他のスカウト全員をいじめて回ってしまった。
チップ&スキップ
声 - 間宮康弘（チップ）、土屋トシヒデ（スキップ）/英 - スティーブ・リトル
不潔なフンコロガシの双子。襷をしている方が兄のスキップ。2人とも頭が弱くどこかズレているが、所々で勘の良さが働くシーンがある。一度だけエドワードに逆さ吊りにされ続けたことで頭に血が上り脳が肥大化し、泥からコンピューターを作り上げるほどの大天才になったことがある。頭の周りにハエが飛んでいるが、そのハエはラズロが入隊した時に貰ったもの。
清潔なところが苦手で、一度サムソンによってキャンプ中が綺麗になった時に兄弟共々倒れてしまった（レスリー看護師曰く、汚い所に戻さない限り100年の深い眠りに落ちてしまう）。
デイブ&ピンポン
声 - 星光明（デイブ）、中田隼人（ピンポン）/英 - ダグ・ローレンス
背が高いアビの双子。首が長く、声が高い方がピンポン。共に少し皮肉屋な性格が目立ち、よく他のスカウト（主にサムソンやエドワード）を小馬鹿にしている。「豆新聞」を発行しているが、評判は悪くほとんど手に取ってもらえていない。
レミング達
声 - /英 - スティーブ・リトル
青くて小さなレミング4人組。それぞれの名前は「ラリー」「レオナルド」「ルイ」「リニメント」。全員見た目がほぼ同じで一緒に行動していることが多いが、主要キャラと関わる時はいずれか一人のみが登場することもある。一緒に行動するときは「アババババ...」と言いながら何かを持ち上げて運ぶ形で一瞬だけ登場することが多い。
『親の日』でのスリンクマンのセリフによると、父と母がそれぞれ2人ずついる模様。
ハロルド
声 - /英 -
水色のセイウチ。ハロルドという名前は本名ではないらしいが、作中で本名は明かされていない。活躍は少ないが目立ちたがり屋な性格で、スーパーヒーローに憧れている。当初はモブキャラクターの一人だったが、後期ではラージに絡まれる形で登場するシーンが多くなり、作中での活躍が増えている。
他、ブタ（テッド）やカバ（ウィルト、一部エピソードではシェルド）、ビーバー（ビービー）、ヤギ、クマ、ツチブタ、ペリカンなどのビーンスカウトがいる。彼らは大抵セリフのないモブキャラクターとして登場するが、脇役として主要キャラクターと関わることもある。

#### その他
ランパス
声 - 利根健太朗/英 - トム・ケニー
いんげん豆キャンプの隊長を務めるヘラジカ。スカウトの物を没収したり幼稚な悪戯をしたりと、非常に意地悪な性格。キャンプの運営の仕事や雑用を全てスリンクマンに押し付けている他、スカウト達を陰で「クソガキ共」と呼び、自分の楽しみのためだけにスカウトをこき使う事さえある。
上司のフーハに対しても陰では「怒りんぼ会長」などと揶揄してはいるが、本人の前では頭が上がらない。また、どんぐりキャンプのジェーンに想いを寄せているが、なかなか振り向いてもらえない。秘密結社である豆クラブの一員であり、最上級である豆リーダーの座を狙っている。
キャンプの仕事を全て任せている事情からスリンクマンに心身共に依存している節がある。ごく稀にゼリー小屋トリオやスカウト達に心を開くこともある。
宇宙飛行士を目指していた過去があったり、子供の頃に彗星（5万年に1度回帰する）の命名権を親からプレゼントされたりと、宇宙にまつわるエピソードが多い。
スリンクマン
声 - 星光明/英 - トム・ケニー
ランパスのアシスタントを務めるナメクジ。真面目で優秀だが、骨が無い為に打たれ弱い。規律や規則に厳しく、よくスカウトやランパス隊長を叱責している。ランパスとはスカウト時代からの付き合いであり大親友。
スカウト時代は「スーパーナメクジ」というスタントマンをしており、様々なスタントを披露していたことが『ジェットマウンテン』にて判明している。
過労に苦しみながらもキャンプの事務仕事を一人でこなしたり、ゼリー小屋トリオやビーンスカウトが起こす騒動に巻き込まれたり、ナッツスカウト達からいじめられたりと、作中を通してかなりの苦労人。そのためストレスから理性を失ったことも何回かある。
マクミューズリー
声 - /英 - カルロス・アラズラキ
いんげん豆キャンプのシェフを務める山羊。ヘルシーな料理を好み、スカウトには専ら豆腐や豆で作られたヴィーガン料理を振る舞っているが、スカウトからの料理の評判は決して良くない。ヘルシーではないお菓子やソーダなどをよくスカウトから没収している。初期ではかなり短気な性格だったが、次第に不条理に怒ることは少なくなっている。
レスリー
声 - /英 - ダグ・ローレンス
いんげん豆キャンプの看護師を務める桃色の鮫。ナース服を着ているがオス。いつも車輪付きの回転椅子に座って行動している。常に顰めっ面で機嫌が悪く口数も少ないが、腕は良い。後期ではキャンプの不潔さや冷遇に悩むシーンが多くなり、一度どんぐりキャンプに引き抜かれたが、その日のうちに重病に罹ったランパス隊長が嫌々昇格を認めたため、いんげん豆キャンプに戻ってきた。

### どんぐりキャンプ
リーキーレイクの向こう岸にあるガールスカウト（ナッツスカウト）のキャンプ。かなり裕福で最新の設備が揃っており、規律も非常に厳しく守られている。男性嫌悪的な教育を施されているようで、いんげん豆キャンプとはしょっちゅういがみ合っている。設備の更新が遅れているいんげん豆キャンプをスカウト総出で嘲笑ったり、恋の発生を恐れてビーンスカウトとの交流を忌避するなど非常に徹底しているが、（嫌々ながら）一緒に活動することもある。
パッツィ
声 - 小島幸子/英 - ジョディ・ベンソン
桃色の髪をしたマングースの女の子。高飛車な性格だが、ラズロに好意を寄せている。実はフーハ会長の娘である。チーズアレルギーで、食べると身体が腫れあがってしまう。
ニーナ
声 - ならはしみき/英 - ジル・タリー
パッツィと共に行動している眼鏡をかけたキリンの女の子。SF映画が大好きで、特に「宇宙もの」には目がない。
グレッチェン
声 - 京井幸/英 - ジル・タリー
パッツィと共に行動しているワニの女の子。性格は凶暴で、いんげん豆キャンプのメンバーにも辛くあたる。特にエドワードといがみ合っているシーンが目立つが、『女子と座るな』のパッツィのセリフから、エドワードに惚れ込んでいる事が判明した。
アーモンディ
声 - /英 - ジョディ・ベンソン
眼鏡をかけたミミズクの女の子。おとなしく物静かな性格で、演劇やステージが大好き。
ジェーン・ドー
声 - 小島幸子/英 - ジョディ・ベンソン
どんぐりキャンプの隊長を務める雌鹿。上品で愛らしい女性なのだが、怒ると暴走してしまう。
どんぐりキャンプで唯一いんげん豆キャンプを友好的に見ており、ランパス隊長との仲は良い様子だが、ランパス隊長からのラブコールをことごとく無視している。
マーカス
声 - ならはしみき/英 - ジル・タリー
ジェーン・ドーのアシスタントを務めるイボイノシシ。とても規律に厳しい性格で、いんげん豆キャンプを目の敵にしている。時折リーキーレイクを渡って近づいてくるランパス隊長やビーンスカウトをスイカで攻撃している他、度々いんげん豆キャンプを閉鎖させようと行動している様子。いんげん豆キャンプのオモチャを奪い取り、それを自分の物にするのが趣味。
頭髪は実はカツラであり、湖で泳ぐために外したところ、ラズロの遊び道具にされてしまった。

### 松ぼっくり町
いんげん豆キャンプの近くにある町。西部劇のフロンティアを思わせる街並みで、町の人々もカウボーイ風の格好をしている。よくゼリー小屋トリオを始めとしたビーンスカウトが買い物などで訪れており、主要な舞台の一つである。
ポットホール・マクポッカー
声 - /英 -
『フロートコンテスト』より登場した松ぼっくり町の町長をしているブタの中年男性。極端に不潔で醜いキャラクターで、話すたびに大量の唾液や痰などが口から飛び出す。自分と似た醜い風貌のものを好んでいるらしく、『フロートコンテスト』ではよだれを垂らすブルドッグやランパス隊長の肖像画に賞を与えていた。
ウェイター
声 - /英 -
「ビーフレストランきこり」のウェイターをしている大柄なクマ。初期ではかなり凶暴な性格で、常に手に持っているチェーンソーでステーキを調理したり、チップが少ない客のテーブルを真っ二つに切って脅したりしていたが、『豆つみチャンピオン』以降では笑顔を見せたりゼリー小屋トリオに冗談を言ったりするなどかなり気さくな性格になっている。
受付
声 - /英 -
「ビーフレストランきこり」の受付をしているシチメンチョウ。所々に七面鳥の鳴き声が混ざる特徴的な話し方をする。かなり愛想が良くないが、お勘定を払わずに退店したランパス隊長が女性に扮して再入店した際にはそれに惚れ込み、途端に丁寧な接客態度になった。

### その他
フーハ
声 - /英 - ジェフ・ベネット
サマーキャンプの会長を務めるバイソン。問題を起こすいんげん豆キャンプを時折視察し、その度に隊長のランパスを叱りつけているが、褒める事もある。『バレンタインデー』という話で、パッツィが娘である事が判明した。
シーズン2の途中から風貌が大きく変わっており、顔のパーツが異なり、より筋肉隆々な姿になっている。後期では厳しいというより短気かつ独善的な性格になっており、『バレンタインデー』ではパッツィが恋をしていると知るや否やビーンスカウトをあの手この手で詰問し、挙げ句の果てにはビーンスカウト全員に大怪我を負わせてしまったり、『フンコロガシな仕事』では「ゴミ溜めのような場所での試練に耐える為」と言いながら隊長小屋を奪い、悠々自適な生活を送ろうと図ったこともある。
ビッグ・ビーン
声 - /英 -
『キャンプよ、さようなら』に登場した、国内のサマーキャンプを統括するボスを務める小さな豆。ビッグ・ビーンの名の通り巨大な姿をしていると思われたが、実際はとても小さく、巨大な拡大鏡に映されていただけだった。
当エピソードでいんげん豆キャンプの永久的な閉鎖を決定した張本人である。ラズロやゼリー小屋トリオの陳情を一切聞き入れなかったが、泣き崩れたラズロがふと制服の裏に書かれたキャンプのスローガンを読み上げたところ、ビッグ・ビーンがかつていんげん豆キャンプの一員だった過去を思い出し、改心してキャンプの閉鎖を撤回した。
湖の怪物
声 - /英 -
『魚つり（のはず）』に登場した、リーキーレイクの奥深くに棲んでいると言われている紫色の大蛇のような怪物。「ビーンスカウトの制服を着る者なら何でも食べてしまう」としてスカウト達から恐れられているが、そうとは知らないランパス隊長がリーキーレイクの真ん中で釣りを始めた際に水面から現れ、ランパス隊長に襲いかかった。
当エピソードのエンディングにて、スカウト達によって釣り上げられていたスノードームを探し求めていただけだったことと、実は根っからのベジタリアンだったことが判明した。
黒帽子山
声 - /英 -
『ランパス対火山』に登場した、いんげん豆キャンプの近くに存在する火山の神。毎年ビーンスカウト達が自身の大好物を黒帽子山に捧げる儀式を行ってきたことで100年以上も沈黙を守ってきたが、ランパス隊長が大好物のチキンパイを出し渋った為に噴火寸前になってしまう。
話すことができるが、口が悪く、サムソンを「メガネ野郎」と呼んでいた。
シャーマン・P・ランパス将軍
声 - 無し
『ニキビ山の戦い』に登場したランパス隊長の曽祖父。ランパス隊長の話では100年前にニキビ山の山頂で大勢の敵軍を相手に一人で戦い勝利した「ニキビ山の戦い」の英雄とされているが、実態はかなりかけ離れており、部下の所有物を没収しすぎて反乱を起こされ山頂から転落し、サーカス列車に転がり込みそこで不憫な余生を送っていた。
戦いの際に「鉄のテント」と呼ばれるテントを設営し、その後100年間ランパス家によって厳重に保管されていたが、ゼリー小屋トリオにテントを再び現場に設営させた際にテント内の蜘蛛に驚いたラージによって破壊されてしまった。
ランパス隊長が正気を失ってリエナクトを始めてしまう為、ランパス隊長にニキビ山の戦いの話をさせるのはスリンクマンによって御法度とされている。
獰猛なハジメテ君
声 - /英 -
『サムソンの友達』に登場した、氷漬けになった氷河時代のビーンスカウト。おしゃべり好きなサムソンの唯一の話し相手となっていたがゼリー小屋トリオに運び出され、サムソンの忠告を一切聞かず氷を溶かし現代に復活させ、ラズロによって「獰猛なハジメテ君」と命名された。
かなりの怪力で、カメラのフラッシュに怯えてパニックになった際は食堂の建物を全壊させ、その後スリンクマンのマッサージを待っていたランパス隊長の体を固結びしてしまった。氷漬けになっていた時も微かに意識はあったようで、サムソンと会った（再開した）際にサムソンのおしゃべりを思い出して突如凶暴化し、キャンプ中を破壊して回ってしまうが、ラズロの機転で水風呂に入れられ、再び氷漬けにされた。

## 受賞歴
2006年、Pulcinella Awardsの児童向けテレビアニメシリーズ部門と全年齢テレビアニメシリーズ部門で受賞し、イタリアのポジターノで開かれた第10回カートゥーンズ・オン・ザ・ベイの最優秀キャラクターにラズロが選ばれた。尚、カートゥーン ネットワークは過去に2度受賞しており、『フォスターズ・ホーム』のブルーも2005年に受賞したことがある。Hello Dolly / Over Cooked Beans（邦題：僕のベロニカ/焼けつくキャンプ）という回が第58回プライムタイム・エミー賞 アニメーション番組賞（1時間以上部門）にノミネートされ、 Where's Lazlo?（邦題：ラズロはどこ？）という回が第59回プライムタイム・エミー賞で アニメーション番組賞（1時間以上部門）を受賞し、2008年には、Lazlo's First Crush（邦題：ラズロの初恋）という回が 短編形式アニメ番組部門 スペシャルクラス番組賞を受賞。
このアニメのプロダクションデザイナーSue MondtがSquirrel Secretsという回の美術監督を評価され、第59回プライムタイム・エミー賞でIndividual Achievement in Animationを受賞。また、"Hard Days Samson（邦題：モテモテ、サムソン）"という回のプロダクションデザインでは、アニー賞にノミネートされた。

## サブタイトル
全て日本での放送順である。

### 第1シーズン
1：ふたりでひとり／たいへんなピクニック

2：会長がやってくる／カユイカユイ島の宝

3：消灯／サメのラージ

4：クワの木 だいすき／マシュマロはやめられない

5：魚つり（のはず）／男の子は宇宙人

6：いとしのドー／クラムは天才

7：ないないクラブ／タンをはくラマ

8：ヘビ・ハンター／レーシング・スリンクマン

9：カヌー遠足／マダムのカツラ

10：ナメクジ祭り／ホットドックマンデー

11：レストランでランチ／くさいキャンプ

12：いたずらの日／こわい映画

13：チーズ車輪／ズボンおろし

### 第2シーズン
14：キャンプ・ハロウィーン／ミートマン

15：ラージの売店／ミス・フリフリ

16：親の日／クラブ・インゲン豆

17：お手伝いバッジ／恋の病気

18：僕のベロニカ／焼けつくキャンプ

19：ニキビ山の戦い／ジェットマウンテン

20：豆つみチャンピオン／怪物狩り

21：ゲップコーラス／秘密の握手

22：スキーに行こう／カンペキな相棒

23：キャンプのマスコット／トマトスカウト

24：ちいさなおじいさん／秘密の温泉

25：キャンプ・サムソン／体力テスト

26：7個の毒サンドイッチ

### 第3シーズン
27：キャンプよ、さようなら
 
28：体重をふやせ／モテモテ、サムソン

29：エドワードを待ちながら／オモチャを返して

30：クラムはどこ？／恐竜の骨

31：女子と座るな／虫大嫌い

32：ぐっすりおやすみ／土どろぼう

33：人生のパートナー／イライラテント

34：牙の魔法使い／スリンクマン隊長

35：フロートコンテスト／ソラチョののろい

36：レスリーさんの休暇／エドワードのラジオショー

37：隊長の木／グレッチェンをかわいがれ

38：アッと驚くスクープ／エドワード郵便になる

39：勝負はこれから／エドワードの日

### 第4シーズン
40：ラズロはどこ? パート1

41：ラズロはどこ? パート2

42：バレンタインデー／フンコロガシな仕事

43：賞がほしい／サムソンの友達

44：エドワードの卵／ビーンスカウトガイド

45：地図にのせよう／ハロルドとラージ

46：ヘンテコ宇宙魚／チーズ星

47：ランパス対火山／レスリー看護師長

48：フンコロガシキャンディー／リーキーレイクツアー

49：ラズロの初恋／ランパススタイル

50：サムソンのにせ手紙／コーヒーテーブルの幽霊

51：友達を勝ち取れ／ニッコリマンキャンプ

52：ドーのかわいい坊や達／ピエロキャンプ

## 長編

### ラズロはどこ?（Where's Lazlo?）
長編作品の第1作としてアメリカで2007年2月18日に放送。日本では同年10月8日に放送。後に40話、41話に分割されて放送された。アニメ本編の前日談となっている。

#### ストーリー
ラズロが突然いなくなった。ラージとクラムは深く悲しみ、ラズロが初めていんげん豆キャンプに来た日のことを振り返る。